# Boris Dubin

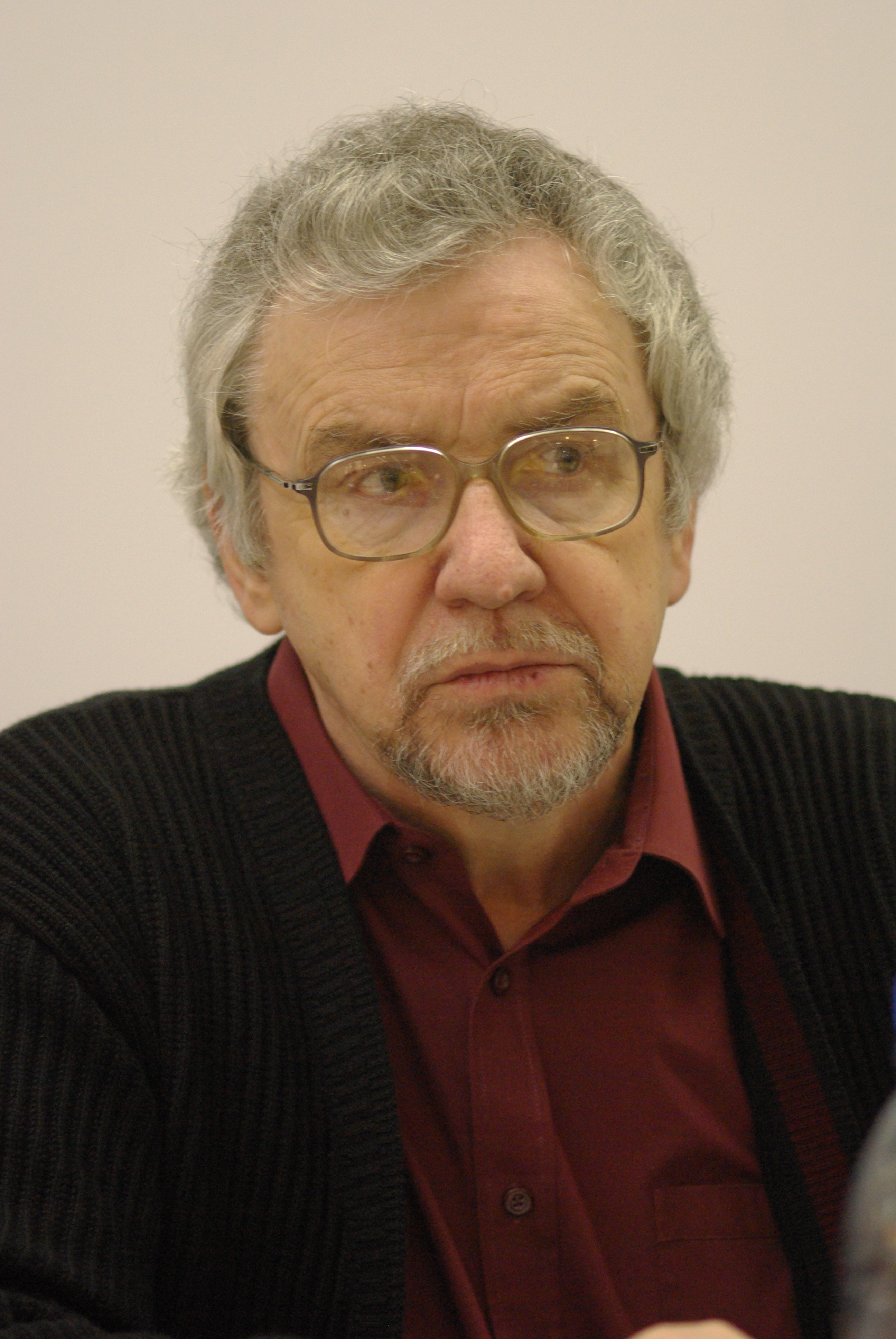
Boris Dubin, 2010

Boris Władimirowicz Dubin (ros.: Борис Владимирович Дубин; ur. 31 grudnia 1946 w Moskwie, zm. 20 sierpnia 2014 tamże) – rosyjski socjolog i tłumacz literatury angielskiej, francuskiej, hiszpańskiej, latynoamerykańskiej oraz polskiej na język rosyjski (m.in. Krzysztof Kamil Baczyński, Czesław Miłosz, Janusz Szuber oraz Eugeniusz Tkaczyszyn-Dycki). W latach 1988–2004 pracownik Ogólnorosyjskiego Centrum Badań nad Opinią Publiczną (Всероссийский центр изучения общественного мнения, ВЦИОМ), od 2004 roku działa w Lewada-Centr (Левада-Центр), współpracując m.in. z Lwem Gudkowem). Pochowany na Cmentarzu Dońskim w Moskwie.

## Dorobek literacki
- 1978: Kniga i cztienije w żyzni sowietskogo sieła (Книга и чтение в жизни советского села, współautorstwo)
- 1982: Kniga, cztienije, bibliotieka. Zarubieżnyje issledowanija po sociołogii litieratury (Книга, чтение, библиотека. Зарубежные исследования по социологии литературы, współautorstwo wraz z L. Gudkowem i A. Rejtbłatem)
- 1983: Problemy sociołogii za rubieżom. Sbornik obzorow i riefieratow (Проблемы социологии литературы за рубежом. Сборник обзоров и рефератов, współatorstwo)
- 1990: Jest´ mnienije! Itogi sociołogiczeskogo oprosa (Есть мнение! Итоги социологического опроса, współatorstwo)
- 1993: Sowietskij prostoj czełowiek. Opyt socialnogo portrieta na rubieże 90-ch (Советский простой человек. Опыт социального портрета на рубеже 90-х, współautorstwo, wydanie w języku niemieckim w 1992, w języku francuskim w 1993)
- 1994: Litieratura kak socialnyj institut (Литература как социальный институт, współautorstwo z L. Gudkowem).
- 1995: Intielligiencija. Zamietki o litieraturno-politiczeskich illuzijach (Интеллигенция. Заметки о литературно-политических иллюзиях, współautorstwo z L. Gudkowem)
- 1998: Litieratura i obszczestwo (Литература и общество, współautorstwo z L. Gudkowem i W. Stradą)
- 2001: Słowo, pis´mo, litieratura. Oczerki po sociołogii sowriemiennoj kultury (Слово, письмо, литература. Очерки по социологии современной культуры)
- 2003: Siemantika, ritorika i socialnyje funkcii "proszłogo". K sociołogii sowietskogo i postsowietskogo istoriczeskogo romana (Семантика, риторика и социальные функции "прошлого". К социологии советского и постсоветского исторического романа)
- 2004: Intiellektualnyje gruppy i simwoliczeskije formy. Oczerki sociołogii sowriemiennoj kultury (Интеллектуальные группы и символические формы. Очерки социологии современной культуры)
- 2005: Na polach pis´ma. Zamietki o stratiegijach mysli i słowa w XX wiekie (На полях письма. Заметки о стратегиях мысли и слова в XX веке, wydanie zawiera wybrane przekłady)
- 2007: Żyt´ w Rossii na rubieże stoletij. Sociołogiczeskije oczerki i razrabotki (Жить в России на рубеже столетий. Социологические очерки и разработки)
- 2007: Problema "elity" w siegodniaszniej Rossii (Проблема "элиты" в сегодняшней России, współautorstwo z L. Gudkowem i J. Lewadą)
- 2008: Obszczestwiennyj razłom i rożdienije nowoj sociołogii. Dwadcat´ let monitoringa (Общественный разлом и рождение новой социологии. Двадцать лет мониторинг, współautorstwo)
- 2008: Cztienije w Rossii – 2008. Tiendiencii i problemy (Чтение в России – 2008. Тенденции и проблемы, współautorstwo z N. Zorką)
- 2008: Postsowietskij czełowiek i grażdanskoje obszczestwo (Постсоветский человек и гражданское общество, współautorstwo z L. Gudkowem i N. Zorką)
- 2010: Kłassika, posle i riadom. Sociołogiczeskije oczerki o litieraturie i kulturie (Классика, после и рядом. Социологические очерки о литературе и культуре)
- 2011: Rossija nulewych. Politczeskaja kultura, istoriczeskaja pamiat´, powsiedniewnaja żyzn´ (Россия нулевых. Политическая культура, историческая память, повседневная жизнь)
- 2011: Mołodioż Rossii (Молодёжь России, 2011, współautorstwo z L. Gudkowem i N. Zorką)
- 2013: Simwoły - instituty - issledowania: Nowye oczerki sociołogii kultury (Символы — институты — исследования: новые очерки социологии культуры) )
- 2013: Poruka. Izbrannye stikhi i perewody (Порука. Избранные стихи и переводы)